# Problème des deux échelles

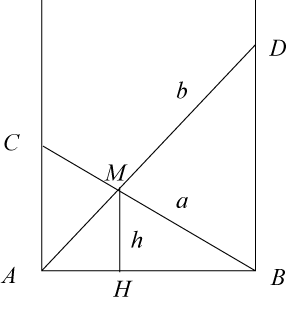
Le problème des deux échelles se pose ainsi : connaissant les longueurs et des échelles, et la hauteur du point où elle se croisent, on cherche la largeur du couloir.

En mathématiques récréatives, le problème des deux échelles (dans un couloir) est un problème à l'énoncé très simple, mais présentant la particularité d’aboutir à une équation du quatrième degré ,,.

## Énoncé
On dispose de deux échelles, l’une de {\displaystyle a=2} mètres et l'autre de {\displaystyle b=3} mètres. On les pose dans un couloir l’une à côté de l’autre, leurs extrémités appuyées sur les murs opposés du couloir et les échelles se croisant. Elles se croisent à {\displaystyle h=1} mètre du sol. Quelle est la largeur du couloir ?

## Historique
Martin Gardner mentionne ce problème en 1979 dans son livre "Mathematical Circus"  en citant William Ransom, qui l'a publié en 1953 , mais son origine première est inconnue.

## Résolution
Avec les notations de la figure, le but est de connaitre {\displaystyle x=AB}.
Or, on peut établir que la hauteur {\displaystyle h=HM} est la moitié de la moyenne harmonique des bases {\displaystyle AC,BD} du trapèze ABCD (la résolution ne demandant que le théorème de Thalès) : ce résultat serait connu du mathématicien indien Mahāvīra en 850 av. J.-C. .
De plus, d'après le théorème de Pythagore, {\displaystyle AC^{2}=a^{2}-x^{2},BD^{2}=b^{2}-x^{2}}.

Animation obtenue en laissant fixes et en faisant varier.
Le point d'intersection des échelles suit une courbe du huitième degré.

On obtient donc l'équation : {\displaystyle {\frac {1}{\sqrt {a^{2}-x^{2}}}}+{\frac {1}{\sqrt {b^{2}-x^{2}}}}={\frac {1}{h}}}.
Pour {\displaystyle (a,b,h)=(2,3,1)}, un logiciel de calcul donne pour solution : {\displaystyle x=1,23118572...}, voir la suite A173272 de l'OEIS.
L'élimination des racines carrées conduit à l'équation algébrique {\displaystyle P^{2}Q^{2}-2h^{2}PQ(P+Q)+h^{4}(P-Q)^{2}=0}, où {\displaystyle P=a^{2}-x^{2},Q=b^{2}-x^{2}}, qui est du huitième degré en {\displaystyle x}, mais du quatrième degré en {\displaystyle x^{2}}, donc résoluble.
Avec les valeurs numériques proposées, l'équation s'écrit
{\displaystyle x^{8}-22x^{6}+163x^{4}-454x^{2}+385=0.}
Cette équation polynomiale de degré 8 est résoluble par radicaux, et la solution s'écrit :

## Problème arithmétique associé
Albert A. Bennett a recherché en 1940  des solutions où les trois longueurs {\displaystyle a,b,h,x} sont entières, et a trouvé la famille : 
{\displaystyle {\begin{cases}ka=(su+tv)(s-t)(u+v)\\kb=(sv+tu)(s-t)(u+v)\\kh=(su-tv)(sv-tu)\\kx=2{\sqrt {stuv}}(s-t)(u+v)\end{cases}}}, où {\displaystyle s,t,u,v} sont des entiers strictement positifs vérifiant les trois conditions :
- {\displaystyle u>v}
- {\displaystyle sv>tu}
- {\displaystyle stuv} est un carré parfait

{\displaystyle k} étant le PGCD des quatre membres de droite.
Par exemple, {\displaystyle (s,t,u,v)=(8,1,2,1)} donne {\displaystyle a=119,b=70,h=30,x=56}, avec {\displaystyle k=3}.
Une solution en entiers impairs est donnée par {\displaystyle (s,t,u,v)=(7,1,9,7)} : {\displaystyle (a,b,h,x)=(105,87,35,63)}, avec {\displaystyle k=64}.
Il a été démontré en 1941 que toute solution primitive est de ce type .
Il y a même une infinité de solutions où les positions supérieures des échelles {\displaystyle {\sqrt {a^{2}-x^{2}}},{\sqrt {b^{2}-x^{2}}}} sont également entières .